# Calamus pachystemonus
Calamus pachystemonus är en enhjärtbladig växtart som beskrevs av George Henry Kendrick Thwaites. Calamus pachystemonus ingår i släktet Calamus och familjen Arecaceae. Inga underarter finns listade i Catalogue of Life.